# Серокауи
Серокауи (исп. Cerocahui) — посёлок в Мексике, штат Чиуауа, входит в состав муниципалитета Урике. Численность населения, по данным переписи 2010 года, составила 1556 человек.

## Общие сведения
Поселение было основано иезуитским священником Хуаном Марией де Сальватьеррой как церковная миссия 23 ноября 1680 года вблизи поселения индейцев тараумара.